# SciTE

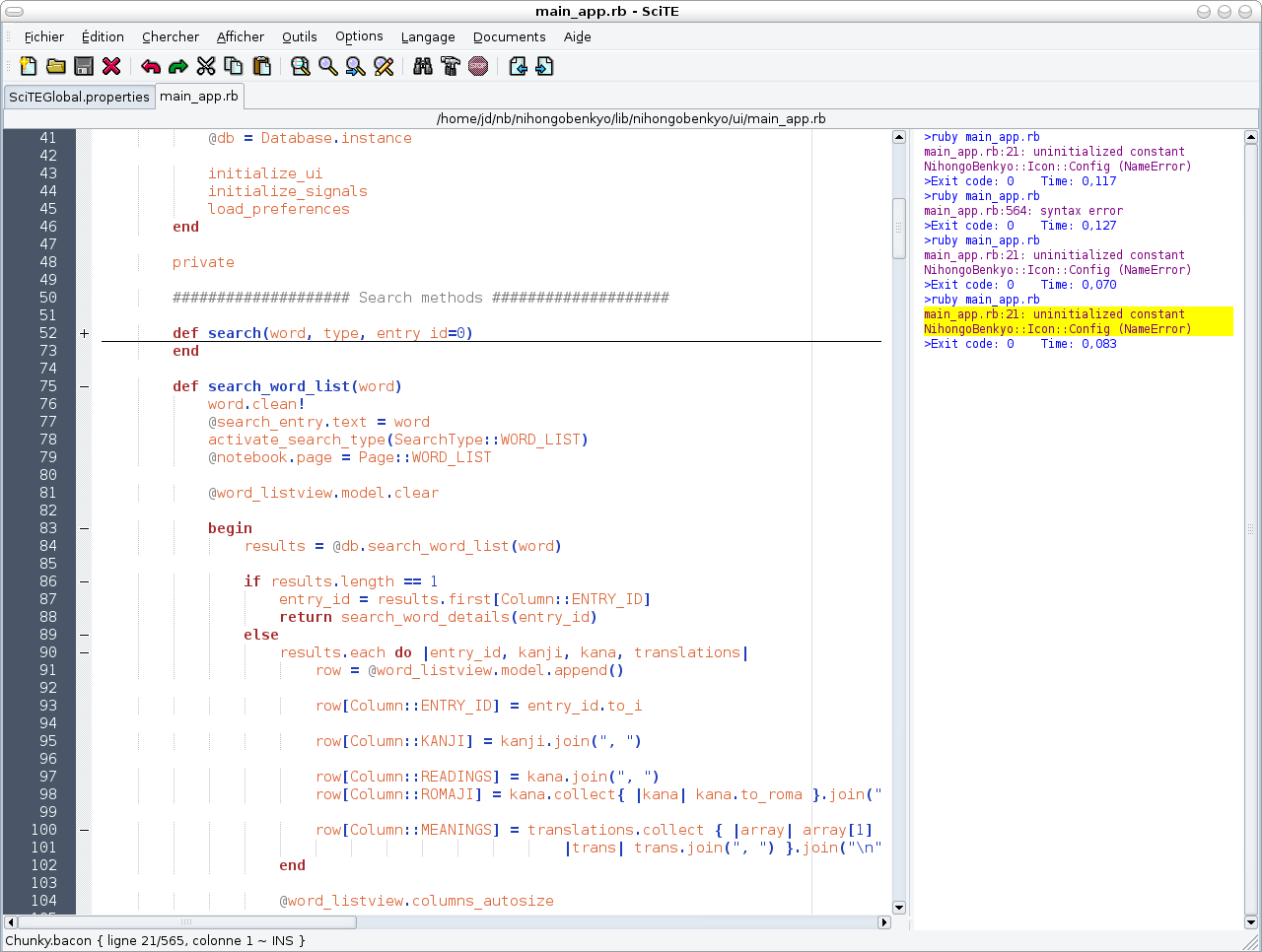
Captura de pantalla de SciTE.

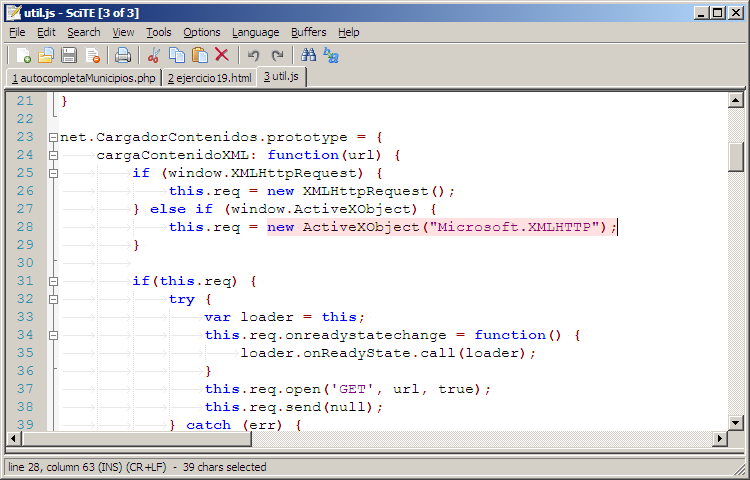
Captura de pantalla de SciTE 1.76 en Windows XP.

SCIntilla based Text Editor o SciTE es un editor de textos multiplataforma escrito por Neil Hodgson usando el componente de edición Scintilla. Se licencia bajo una mínima versión de la Historical Permission Notice and Disclaimer.
Ligero y hecho para ser veloz, está diseñado principalmente para edición de código fuente, y resaltado de sintaxis, y tiene referencia de función en línea para muchos lenguajes de computación. También hay una versión con un solo fichero exe ejecutable que no necesita archivos adicionales, siendo ideal para transportarlo y usado desde memorias USB en forma de aplicación portátil. SciTE comparte algunas características con Notepad++ que también está basado en el componente de edición Scintilla.

## Lista de lenguajes soportados
La lista completa se puede encontrar en la documentación oficial aquí.
Por defecto, SciTE soporta resaltado de sintaxis para muchos lenguajes, los cuales incluyen:
- Ada
- AutoIt
- Ensamblador
- Batch
- Baan
- C
- C++
- C#
- CSS
- D
- Difference
- Errorlist
- Fortran
- HTML/XHTML
- Java
- JavaScript
- TeX
- Lisp
- Lua
- MATLAB
- Makefile
- Pascal
- Perl
- PHP
- SciTE Properties
- Python
- R
- Ruby
- Shell de Unix
- SQL
- Tcl
- Visual Basic/VBScript
- XML
- YAML